# Biografielijst Hs

## Hsi
- Elva Hsiao (1979), Taiwanees zangeres
- Hsieh Su-wei (1986), Taiwanees tennisster

## Hsu
- Hsu Mo (1893-1956), Chinees-Taiwanees politicus, diplomaat en rechtsgeleerde